# Монтеверде, Пётр Августинович
Пётр Августинович Монтеверде (псевдоним Пётр Петров; 7 [19] ноября 1839, Санкт-Петербург, Санкт-Петербургская губерния — 10 [23] августа 1916, там же) — российский журналист, беллетрист, театрально-музыкальный критик, редактор газет Российской империи, военный и общественный деятель, путешественник. Брат ботаника Н. А. Монтеверде.

## Биография
Из дворян С.-Петербургской губернии. Католик. Родился 7 (19) ноября 1839 года в Санкт-Петербурге. Старший сын, от первого брака, испанского дворянина, переселившегося в Россию в 1821 году, инженера по морскому ведомству Августина Антоновича (1797—1873); мать — Каролина Федерсон, по происхождению немка, лютеранка.
Воспитывался в частном учебном заведении. В службу вступил унтер-офицером лейб-гвардейского резервного Измайловского полка (16.06.1856); подпрапорщик (22.08.1856); перемещён в лейб-гвардии Измайловский действующий полк (10.10.1856); гвардии прапорщик (8.09.1858);  прикомандирован к лейб-гвардии Гродненскому гусарскому полку «для испытания в кавалерийской службе» (22.06.1859); переведён в этот полк корнетом (8.09.1859); переведён в Митавский 14-й гусарский полк поручиком (5.03.1860); прикомандирован к штабу корпуса для подготовки к поступлению в Николаевскую академию Генерального штаба (15.04.1861); откомандирован обратно в полк (24.08.1861); прикомандирован к сводному дивизиону Уланской бригады в г. Москве «для исполнения служебных обязанностей» (17.01.1862); штабс-ротмистр (25.02.1862); возвратился в полк (27.05.1862); в 1863 вместе с полком находился в составе войск Виленского военного округа;  16.02.1864 ротмистром, исправляющий должность полкового адъютанта; 21.04.1864 утверждён в должности; 3.09.1865 сдал должность; 8.09.1865 назначен командиром 3-го эскадрона; в 1865 вместе с полком переведён в Виленский военный округ; 1.02.1866 сдал эскадрон; 31.05.1866 назначен командиром 3-го эскадрона; 23.02.1867 утвержден в должности; 19.08.1867 произведен майором, со старшинством с 3.03.1867; 15.11.1868 г. сдал эскадрон; 31.10.1869 переведён, по воле начальства, в 13-й драгунский Военного Ордена полк; 7.11.1869 выключен из списков прежнего полка и зачислен в сей полк; в военных походах не был, наград и знаков отличия не имел, в штрафах по суду, или без суда, так же под следствием не был; «в службе штаб-офицера сего не было обстоятельств, лишающих права на знак отличия беспорочной службы, или отдаляющий срок выслуги к сему знаку»; 7.01.1870, по невыясненным обстоятельствам (неофициально — офицерский суд чести за карточную аферу), вышел в отставку.
Тогда же - в 1869-1870, стал виновником семейной драмы помещиков Казанской губернии, дворян Панаевых. В силу служебных и семейных обстоятельств, оставив военную службу, с женой на несколько лет уехал за границу, обосновавшись во Франции. Монтеверде сначала работал во французской прессе, а с 1872 года становится известным и в России своими «парижскими письмами» в «Московских ведомостях», «Русском мире» и «Русском вестнике» (большей частью под псевдонимом Пётр Петров). В «Русском вестнике» напечатал также беллетристические очерки парижского житья-бытья русской эмиграции, изображённого в тёмных красках. В «Санкт-Петербургских ведомостях» и «Петербургской газете» его передовые статьи подписаны псевдонимом Амикус.С 1872 года в качестве корреспондента в Париже помещает цикл очерков и обозрений в газете «Русский мир» (1872—1878).
На рубеже XIX-XX вв. в России, наряду с традиционным типом неторопливого и малоподвижного «ученого» публициста, отчасти напоминающего характером своих книжных «штудий» университетского профессора, сложился новый тип «писателя-туриста», «корреспондента-этнографа», литератора-репортера, отличавшегося исключительной «непоседливостью» и оперативностью. Ярким примером такого типа журналистов был Монтеверде. По натуре искатель сильных ощущений, он отправляется (1875) в Герцеговину, в качестве единственного корреспондента «Русского мира» для освещения хода антитурецкого восстания. Активный участник сербо-черногорско-турецкой войны (1876—1877), организовывал закупку оружия, артиллерии и набор артиллеристов (корсиканцев и сербов), медицинскую службу и эвакуацию раненных в сражениях сербов и черногорцев, и пр. В чине подполковника российской императорской армии назначен помощником начальников [полковника В. В. Комарова, затем полковника Д. П. Дохтурова] генерального штаба Тимокско-Моравской армии, состоящей под общим командованием генерала М. Г. Черняева. После отъезда Дохтурова, с производством в чин полковника сербской армии, назначен и. д. начальника генерального штаба Тимокско-Моравской армии. Сербская кампания 1876, закончившаяся победой турок, не принесла Монтеверде лавров. После поражения сербской армии у Джуниса, вместе с другими офицерами штаба Черняева отстранен от должности и заменен на офицеров-сербов. Заведуя армейской казной, современниками он обвинялся, в основном, в казнокрадстве и расхищении пожертвованных славянскими комитетами средств. В том же обвиняли и его супругу, которая была вместе с ним во время кампании. В конце кампании сербы фактически объявили Монтеверде главным виновником поражения. По многочисленным воспоминаниям, до своего отъезда из Белграда в Австрию он был вынужден приставить к себе, к своей квартире и к служебному кабинету личную охрану. Добровольцем участвовал в летней кампании в Черногории (1877) Русско-турецкой войны (1877—1878) и был ранен.
После возвращения в 1879 в Россию, сотрудничал в «Санкт-Петербургских ведомостях», «Молве», журнале «Осколки» и «Петербургской газете». Редактировал «Петербургскую газету» (1881—1888), её многолетний корреспондент в 1897—1916; как её редактор неоднократно привлекался к судебным разбирательствам по делам о клевете в печати. Сотрудник и редактор газеты «Свет», с ежемесячным «Приложением романов» (1890—1894). Редактор художественно-литературного иллюстрированного журнала «Звезда» (1890—1891). На рубеже XIX-XX веков работал помощником директора-распорядителя Российского телеграфного агентства и редактором одноимённой газеты «Российское телеграфное агентство. Телеграммы политические. Телеграммы коммерческие». Публиковался в журнале «Русский архив», газете «Новое время» и др. столичных изданиях. Занимался общественной деятельностью, избирался членом комиссий различных общественных организаций, а также гласным С.-Петербургской городской думы.
Умер 10 (23) августа 1916 года в Санкт-Петербурге.

## Семья
- Отец – испанский дворянин Августин [Антонович] де Монтеверде (исп. Agustin de Monteverde) (1797, La Orotava, о. Тенериф – 25.03.1875, С.-Петербург), генерал-майор Корпуса инженеров морской строительной части Морского м-ва. Родной племянник ген.-лейтенанта А. А. Бетанкура, по протекции которого из капитанов иностранной службы определён поручиком Корпуса инженеров путей сообщения[9]. Будучи полковником, в 1854 с семейством принял присягу на подданство Российской империи. Был женат дважды. С 1838 – на девице Шарлотте Каролине Генриетте Эрнестине Феддерсен (Каролине Федерсон) (1818-07.03.1863, С.-Петербург), немке по происхождению, лютеранского исповедания, дочери коллежского асессора и падчерице бывшего полицмейстера Кронштадта полковника П. Ф. Львова[10]. От первого брака дети: Петр, Августин, Альфонс, Каталина, Адольф, Каролина, Николай. Вторым браком с 18.10.1864 женат[11] на 22-летней девице Софье Игнатьевне Спитц (30.05.1841 – 04.1900, С.-Петербург[12]), воспитаннице С.-Петербургского Елизаветинского училища, дочери надворного советника И. И. Спитца, искусствоведа, хранителя музея и библиотекаря Императорской Академии художеств. Дети от второго брака: Изабелла, Мария. 
  - Брат – Августин (13.02.1842-1866, Висбаден, Германия), воспитанник Школы гвардейских подпрапорщиков и кавалерийских юнкеров, поручик лейб-гвардии Семёновского полка. Умер в отпуске, находясь на излечении.
  - Брат – Альфонс (20.01.1844-3.10.1845, С.-Петербург)
  - Сестра – Каталина (29.03.1846-?)
  - Брат- Адольф (7.09.1847-?)
  - Сестра – Каролина (24.06.1853-?), педагог. В 1870 окончила курс с.-петербургского Училища орд. Святой Екатерины, с отличием, пожалована золотым шифром Большой величины. Служила классной дамой того же училища. В 1884 заболела душевным расстройством и с 1886 находилась под дворянской опекой, как пациентка Дома призрения душевнобольных, учреждённого императором Александром III, близ ст. Удельная Финляндской ж. д., в С.-Петербургской губернии.
  - Николай – (13.02.1856-18.08.1929, Ленинград), действительный статский советник, видный российский ученый-ботаник, педагог и просветитель. Магистр ботаники С.-Петербургского у-та, главный ботаник Императорского с.-петербургского ботанического сада (с 1913 г. - Ботанического сада имени Петра Великого), член различных научных обществ и член-корреспондент Лесного института, общественный деятель, член-корреспондент АН СССР.
  - Сестра (по отцу) – Мария (?-9.04.1906, Царское Село).
  - Сестра (по отцу) – Изабелла Августиновна Ранси (1865-не ранее 1917), коллежская асессорша, педагог. После смерти матери в апреле 1900 г., в том же - 1900, в возрасте 34 лет, 2.06.1900 вышла замуж за 38-летнего коллежского регистратора Е. А. Ранси (1862-не ранее 1916), чиновника Государственного контроля; на 1917 служила преподавателем Петроградской женской гимназии В. А. Субботиной[13], состоящей под покровительством великой княгини Ксении Александровны, и Петроградской женской гимназии В. Н. Хитрово (Самоцвет)[14]. С мужем жила близ ст. Озерки Финляндской ж. д., по ул. М. Озерной, д. 4. Муж – Евгений Альфонсович Ранси (1862-не ранее 1916) – православный, из семьи французов-педагогов, принявших русское подданство. В 1882 окончил курс С.-Петербургского коммерческого училища (обучался на правах бесплатного экстерна) с выдачей аттестата. В июне 1885 из Д-та герольдии Правительствующего Сената получил свидетельство на личное почётное гражданство. С 18.01.1899 произведён в чин коллежского регистратора и назначен на должность счетного чиновника Центральной бухгалтерии Государственного контроля; с 18.01.1902 - губ. секретарь; с 1.01.1904 переведён на должность помощника бухгалтера Центральной бухгалтерии Государственного контроля; с 18.01.1905 – коллеж. секретарь; с 18.01.1908 – титулярный советник; с 18.01.1911 – коллеж. асессор; с 30.03.1913 уволен от службы, согласно прошению, по болезни. Сын коллежского советника Альфонса (Эмиля) Осиповича (Иосифовича) Ранси (10.04.1830-15.12.1902, С.-Петербург) - музыканта-скрипача французской труппы Императорских театров, затем воспитателя и преподавателя французского языка (имел аттестат об окончании Лионского лицея) Императорского С.-Петербургского коммерческого училища (1880-1888), Пажеского корпуса (1888-1894) и Николаевского кадетского корпуса (1894-1902), автора учебников французской грамматики, рекомендованных для низших и средних, мужских и женских, учебных заведений, состоящих в ведении различных ведомств. Родной племянник действительного статского советника[15] Октава Осиповича (Иосифовича) Ранси (1838-?), музыканта-любителя и актёра-любителя, преподавателя французского языка в Ларинской гимназии (сверх штата) до 1867, различных учебных заведений Вологодской губернии (1867-1876), воспитателя и преподавателя Императорского С.-Петербургского коммерческого училища и С.-Петербургской 6-й мужской гимназии (1876-1889). Брат коллежского асессора Юлия Альфонсовича Ранси (?-15.12.1902, С.-Петербург), преподавателя французского языка Кишиневского реального училища(1894-1896) С.-Петербургской 10-й мужской гимназии (1897-1899), воспитателя и преподавателя французского языка Императского С.-Петербургского коммерческого училища (1896-1900).
- Жена - Юлия Ивановна Панаева, урождённая Риккер (1843–20.04.1897, С.-Петербург), дочь прибалтийского врача, пианистка-любительница. В первом браке с 1862 была замужем за статским советником (за отличие по службе, ВП от 8/20.09.1864 № 23, по ведомству М-ва императорского двора) и кавалером[16], музыкантом-любителем Илиодором (Лиодором) Александровичем Панаевым (23.08.1819-22.03.1886, С.-Петербург[17]), руководителем музыкального Панаевского кружка и основателем Сада искусственных минеральных вод с летним Панаевским театром, работавших в Казани.  От первого брака имела сына – Ахиллеса (16.06.1863-1919), известного музыканта, виртуоза-скрипача (ученик скрипача А. Баццини, директора Миланской консерватории), композитора и дирижёра, музыкального и театрального деятеля и педагога, дочь – Зинаиду (1864-06.1885, С.-Петербург), рано умершую пианистку (ученица по классу профессора-пианиста и органиста С.-Петербургской консерватории В. И. Главача), выступавшую вместе с братом. В 1869 г. оставила семью Панаевых и ушла к П. А. Монтеверде, приехавшего в Казань по служебным делам, с которым некоторое время жила в Казани же и позднее, после развода, обвенчалась законным браком. И. А. Панаев из-за ревности совершил неудачную попытку покушения на убийство майора П. А. Монтеверде, за что в 1870 привлекался к суду, но был оправдан. Дело отставного ст. советника И. А. Панаева вел видный юрист и государственный деятель А. Ф. Кони, в то время служивший прокурором Казанского окружного суда.  
  - Дочь – Магдалена Петровна Монтеверде (? – не ранее 1917), музыкальный педагог. Жила в С.-Петербурге, а после смерти отца уехала в Одессу, где служила в Одесском институте благородных девиц.

## Творчество
- Монтеверде П. А. Русские в Париже: (В тине): В 2 т. / [Соч.] Петра Петрова (Амикуса) [псевд.]. - СПб: Э. Гартье, 1881. - Т. 1-2; (Библиотека современных писателей).
- Монтеверде П. А. Париж: Очерки прошлого / Петр Петров (П.А. Монтеверде). - СПб: тип. товарищ. "Обществ. польза", 1896.